# Бератти, Димитер
Димитер Бератти (алб. Dhimitër Beratti; 15 октября 1886, Корча — 8 сентября 1970, Рим) — албанский политик и журналист, один из подписантов Декларации независимости Албании. Он также выполнял обязанности секретаря албанской делегации на Парижской мирной конференции 1919 года.

## Биография
Димитер Бератти родился в Корче 15 октября 1888 года. Он изучал юриспруденцию и политологию в Бухарестском университете. В 1905 году Бератти вернулся в свой родной город, где работал в первой албаноязычной школе Корчи. В 1908 году он стал одним из основателей ассоциации «Дитурия» (алб. Dituria), действовавшей в городе.
В 1909 году Бератти выступил в качестве суффлёра в театральной постановке «Беса», одной из первых в Албании. В том же году он участвовал в Эльбасанском конгрессе, где решались вопросы, связанные с образованием на албанском языке, а год спустя — во Втором манастирском конгрессе.
На встрече в бухарестском отеле Continental Бератти был избран местной албанской общиной в качестве своего делегата на Ассамблее во Влёре, где он подписал Декларацию независимости Албании как D. Beratti. Он также был избран генеральным директором газеты Perlindja e Shqipëniës («Рождение Албании»). В 1913 году Бератти был членом албанской делегации на Лондонской мирной конференции. В том же году он был избран генеральным директором больниц Албании. Он участвовал в качестве секретаря албанской делегации на Парижской мирной конференции 1919 года. В столице Франции Бератти проводил большую часть своего времени вплоть до 1921 года. В этот период он опубликовал две свои книги — «Албания и албанцы» (Париж, 1920) и «Албанский вопрос» (Париж, 1920).
В 1923 году он вновь был принят на службу в Министерство иностранных дел Албании, будучи назначенным в Международную пограничную комиссию. В 1924 году Бератти был избран генеральным консулом Албании в Софии, а в 1926 году вернулся на родину, где работал секретарём в Министерстве иностранных дел.
В 1935 году Бератти занял пост министра национальной экономики Албании. В 1936 году он был направлен в качестве албанского министра в Рим, столицу Италии. 3 декабря 1941 года Бератти был назначен секретарём Министерства народной культуры в проитальянском правительстве Мустафы Мерлика-Круи. После падения правительства Реджепа Митровицы он навсегда покинул Албанию и поселился в Риме, где прожил всю оставшуюся жизнь. Бератти погиб в Риме 6 сентября 1970 года, по некоторым данным, в результате дорожно-транспортного происшествия.

## Награды
- Орден Короны Румынии.